# Rat Scabies
Christopher John Millar (nascut 30 juliol de 1955), conegut pel seu nom artístic Rat Scabies (Sarna de rata), és un músic anglès conegut per la seva estada com a bateria del grup The Damned.
Millar Va néixer a Kingston upon Thames, Surrey. Va tocar tambors amb Tor i London SS abans de fundar The Damned amb Brian James, Dave Vanian i Captain Sensible el 1976. Va continuar amb la banda amb algunes interrupcions i diversos canvis de personal fins a una disputa sobre l'alliberament de l'àlbum Not of This Earth que precipità la seva sortida en 1995.
A principis de 1990, després de la desaparició del seu grup Mournblade, Dunken Francis Mullett es va unir a Rat Scabies (The Damned), Glen Matlock (Sex Pistols), per formar una banda que va estar sota diversos noms ("The Itch" i "The Hidden Riders of Tomorrow", entre d'altres), però només alguna vegada han tocat en directe.
La seva feina tot sol a fora dels Damned inclou una versió de Bob Dylan és "This Wheel's on Fire", signada com "Rat & The Whale". El 2003 Millar va formar un grup de curta durada de nom The Germans amb Peter Coyne i Kris Dollimore provinents de The Godfathers. En temps recents, ha tocat amb Donovan, Nosferatu, la llegenda de l'ska Neville Staple (anteriorment en The Specials) i la seva banda, Dave Catching (Eagles of Death Metal), Chris Goss, The Members, The Mutants, the Spammed, Urban Voodoo Machine i Jane Horrocks. També ha treballat com a productor, incloent Flipron i Ebony Bones.
Millar actualment viu amb la seva muller Viv i els seus tres nens en Brentford, i és el caràcter central del llibre Rat Scabies and The Holy Grail, escrit pel periodista i anteriorment músic Christopher Dawes. El llibre va ser publicat en maig de 2005 i és enunciat com "Un viatge per carretera, un ric fil històric i testimoni de la naturalesa estranya de moltes amistats".
Amb els anys ha percudit diverses marques de tambor, començant fora amb un kit 'Autocrat' de John Grey amb caixa amb acabat turquesa lluenta, abans de tocar un conjunt negre Maxwin (començaments dels 1970s a 1976), una bateria Pearl blanca (tard 1976–1981), un conjunt de caixes Premier 'Resonator' (1982–1983), un Premier 'Black Shadow' (1984–1985), finalment un Premier 'Resonator' amb acabat en piano negre (1985–1996). Aquests dies prefereix els conjunts vintage de marca Leedy & George Hayman.